# The Light, the Dark and the Endless Knot
The Light, the Dark and the Endless Knot è il secondo album in studio del gruppo musicale folk metal nordirlandese Waylander, pubblicato nel 2001 dalla Blackend.

## Tracce
1. Balor of the Evil Eye – 7:42
2. Anu's Retribution – 6:05
3. The Light, the Dark and the Endless Knot – 7:52
4. To Rule Was Preordained – 5:26
5. Morrigan's Domain – 9:25
6. After the Fall – 6:50
7. Release the Spirit Within – 9:01
8. Plague of Ages – 6:01

## Formazione
- Ciaran O'Hagan - voce
- Dermot O'Hagan - chitarra
- Peter Boylan - chitarra
- Michael Procter - basso
- Bo Murphy - batteria e percussioni
- Mairtin Mac Cormaic - tin whistle